# Salomon Rombouts

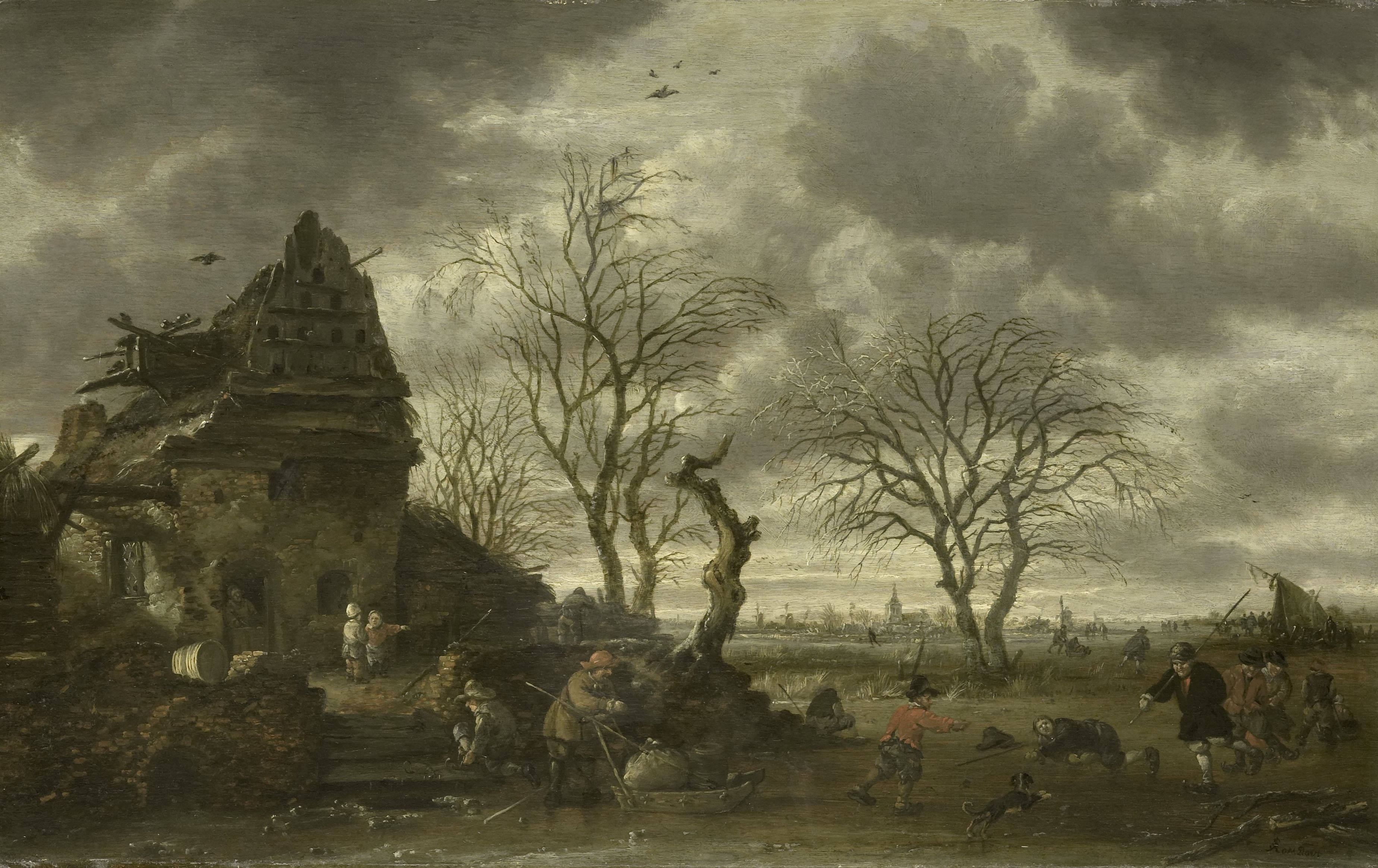
Paisaje de invierno, óleo sobre tabla, 42 x 66,7 cm, Ámsterdam, Rijksmuseum.

Salomon Gillisz. Rombouts (Haarlem, 1655-Florencia ? ca. 1680) fue un pintor barroco neerlandés especializado en la pintura de paisajes.
Hijo y discípulo de Gillis Rombouts, fue bautizado en Haarlem el 10 de marzo de 1655. Hacia 1681 se trasladó a Italia, estableciéndose probablemente en Florencia donde habría muerto antes del 25 de agosto de 1702, pues en una lista de los pintores de la guilda de San Lucas confeccionada por  Vincent Laurensz. van der Vinne se le daba ya por fallecido.
Como su padre pintó a la manera de Jacob van Ruisdael e Isaac van Ostade paisajes invernales boscosos y aldeanos, con escenas de mercado, patinadores y otros detalles propios de la pintura de género e interiores de talleres artesanales y establos.  Paisajes de Salomon Rombouts conservan los museos del Louvre y de Burdeos; el Rijksmuseum de Ámsterdam y el Museo Frans Hals de Haarlem o la Colección Wallace entre otros.